# جون د. لافي
جون د. لافي (بالإنجليزية: Jon D. Levy)‏ هو قاضي ومحامي أمريكي، ولد في 1954 في نيويورك في الولايات المتحدة.